# Dolina Dolnego Bobru
Dolina Dolnego Bobru (315.72) – dolina dolnego odcinka rzeki Bóbr. Niewielki mezoregion fizycznogeograficzny w zachodniej Polsce, położony w środkowej części Wzniesień Zielonogórskich. Region graniczy od północy z Doliną Środkowej Odry, od zachodu ze Wzniesieniami Gubińskimi, od południa z Obniżeniem Nowosolskim, od południowego wschodu (na bardzo krótkim odcinku) z Wałem Zielonogórskim a od wschodu z Wysoczyzną Czerwieńską. Dolina Dolnego Bobru leży w całości w obrębie woj. lubuskiego.
Mezoregion obejmuje wąski południkowy pas doliny dolnego Bobru, ciągnący się na odcinku ok. 30 km od okolic Krzywańca (72 m n.p.m.) po  ujście rzeki w Krośnie Odrzańskim. Odcinek charakteryzuje się obecnością licznych meandrów. W Dychowie i Starym Raduszcu na Bobrze wybudowano elektrownie wodne.
W Dolinie Dolnego Bobru nie ma ośrodków miejskich. Jedyną większą wsią są Bobrowice.